# Psalidoprocne nitens
A Psalidoprocne nitens a verébalakúak (Passeriformes) rendjébe, ezen belül a fecskefélék (Hirundinidae) családjába és a Psalidoprocne nembe tartozó faj. 11 centiméter hosszú. Angola, Egyenlítői-Guinea, Elefántcsontpart, Gabon, Ghána, Guinea, Kamerun, a Kongói Demokratikus Köztársaság, a Kongói Köztársaság, a Közép-afrikai Köztársaság, Libéria, Nigéria, Sierra Leone és Togo alacsonyan fekvő erdős területein él. Rovarevő. A száraz évszak végén, esős évszak elején költ.

## Alfajai
- P. n. nitens (Cassin, 1857) – dél-Guinea, Sierra Leone, Libéria, dél-Elefántcsontpart, dél-Ghána, délkelet-Nigáriától északon a Kongói Demokratikus Köztársaságig, délen Gabonig, a Kongói Köztársaságig és északnyugat-Angoláig;
- P. n. centralis (Neumann, 1904) – északkelet-Kongói Demokratikus Köztársaság.

## Fordítás
- Ez a szócikk részben vagy egészben  a   Square-tailed saw-wing című angol Wikipédia-szócikk fordításán alapul.  Az eredeti cikk szerkesztőit annak laptörténete sorolja fel. Ez a jelzés csupán a megfogalmazás eredetét és a szerzői jogokat jelzi, nem szolgál a cikkben szereplő információk forrásmegjelöléseként.